# TREE(3)
TREE(3) — большое число, которое является верхней границей решения   теоретико-графовой теоремы Краскала. TREE(3) в невообразимое число раз больше числа Грэма. Число TREE(3) столь велико, что стрелочные нотации Кнута и Конвея не способны его записать.

## Теорема Краскала

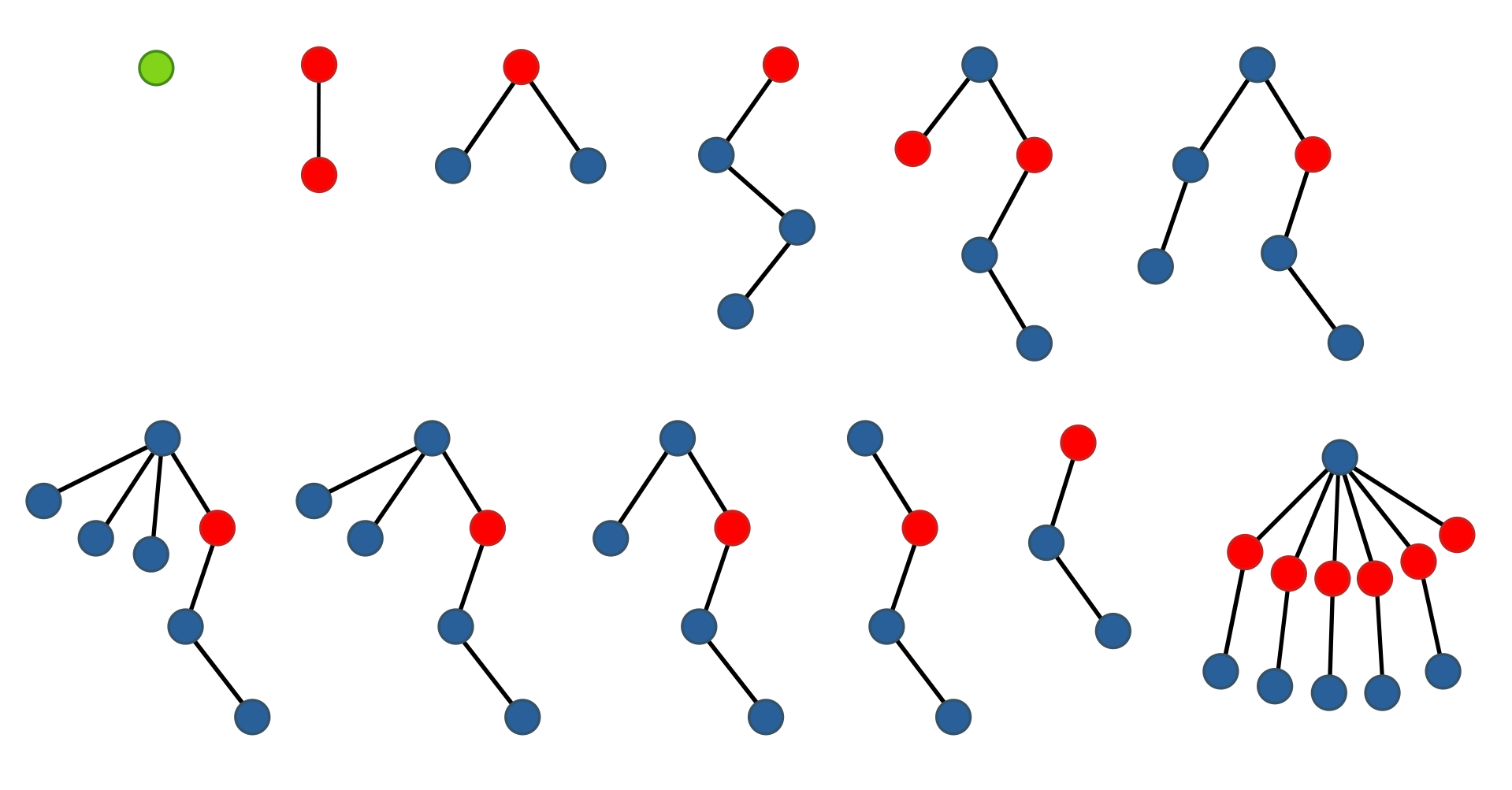
Пример последовательности деревьев для случая 3 цветов. Каждое i-е дерево имеет не более i вершин. Ни одно дерево не является топологическим минором более позднего дерева. Число TREE(3) определяется как максимально возможная длина такой последовательности.

В теории графов деревом называется граф, в котором все вершины соединены рёбрами (возможно, посредством других вершин) и отсутствуют циклы (последовательности рёбер, соединяющие какую-либо вершину саму с собой). В данном случае деревья являются корневыми, то есть имеют определённую вершину - корень. Это понятное, но неформальное определение дерева. Теорема Краскала утверждает последовательность деревьев TREE(n), описанную следующими законами:
1. Каждое i-е дерево имеет не более i вершин.
2. Вершины имеют один из n видов; для TREE(3) удобно называть их «красными», «зелёными» и «синими».
3. Ни одно дерево не должно являться топологическим минором более позднего дерева.

TREE(1) даёт единственное дерево с одной вершиной: если попытаться добавить ещё одно с двумя вершинами, при удалении любой из них получится первая. TREE(2)=3, в этой последовательности дерево с одной «красной» вершиной, с двумя «синими» и с одной «синей». Но начиная с TREE(3), происходит настоящий взрыв длины последовательности. Тем не менее, теорема Краскала утверждает, что при любом конечном n последовательность не будет бесконечной.
Первое дерево имеет одну «красную» вершину, и вне зависимости от n больше ни одно дерево не имеет «красных» вершин. Иначе, при удалении всех вершин, кроме этой «красной», получилось бы первое дерево.

## Слабая tree-функция
Определим tree(n), слабую tree-функцию, как длину самой длинной последовательности из деревьев с вершинами одного цвета, описываемой следующими законами:
1. Каждое i-е дерево имеет не более i+n вершин.
2. Ни одно дерево не должно являться топологическим минором более позднего дерева.

Известно, что {\displaystyle tree(1)=2}, {\displaystyle tree(2)=5}, {\displaystyle tree(3)\geq 844424930131960}, а {\displaystyle tree(4)} уже больше числа Грэма.
Также известно, что TREE(3) намного больше, чем {\displaystyle tree^{tree^{tree^{tree^{tree^{8}(7)}(7)}(7)}(7)}(7)} (верхний индекс в данном случае обозначает итерированную функцию).

## Масштаб числа TREE(3)
Распространённым заблуждением является утверждение книги рекордов Гиннесса о том, что число Грэма — самое большое число, которое когда-либо использовалось в математическом доказательстве: эта информация давно устарела, так как число TREE(3) также используется в математическом контексте, и оно несоизмеримо больше числа Грэма. Для представления числа TREE(3) бесполезны не только башни степеней, но и нотации Кнута и Конвея. В массивной нотации Бёрда TREE(3) можно примерно выразить как {\displaystyle \{3,6,3[1[1\neg 1,2]2]2\}}. Общая скорость роста функции TREE(n) оценивается как {\displaystyle f_{\theta \left(\Omega ^{\omega }\omega \right)}(n)} в терминах быстрорастущей иерархии.
При этом TREE(3) далеко не самое большое число, встречавшееся в математических работах: в последующие годы описывались бо́льшие числа, например такие как SSCG(3), SCG(13), а также числа, задаваемые с помощью невычислимых функций, такие, как число Райо.